# Berenice (stolica tytularna)
Berenice (łac. Diœcesis Berenicensis) – stolica historycznej diecezji w Cesarstwie Rzymskim (prowincja Libia Pentapolitana), współcześnie w Libii (dzisiejsze miasto Bengazi). Pierwszym wzmiankowanym biskupem był Ammon (wzmiankowany w 260). Od XIX figuruje na liście katolickich diecezji tytularnych, od 1968 nie jest obsadzona.

## Biskupi tytularni
| Lp. | Biskup                      | Od               | Do                   |
| --- | --------------------------- | ---------------- | -------------------- |
| 1   | Thomas Hickey               | 18 lutego 1905   | 18 stycznia 1909     |
| 2   | Ovide Charlebois OMI        | 8 sierpnia 1910  | 20 listopada 1933    |
| 3   | Alphonse Matthysen MAfr     | 11 grudnia 1933  | 10 listopada 1959    |
| 4   | Joseph Maria Phạm Năng Tĩnh | 5 marca 1960     | 24 listopada 1960    |
| 5   | Antonius Hofmann            | 20 września 1961 | 27 października 1968 |